# Margareta Krauss-Silvestrini
Margareta Krauss-Silvestrini, cunoscută și ca Margareta von Krauss (n. 1946, București, România – d. 22 aprilie 2009, Milano, Italia) a fost o actriță română de teatru și film, care a activat preponderent în Italia. Este cunoscută pentru rolul doctoriței veterinare Mary din filmul Astă seară dansăm în familie.

## Biografie
S-a născut într-o familie mixtă, tatăl ei fiind german, iar mama româncă. După instaurarea regimului comunist, familia a fost persecutată din cauza originii etnice și burgheze a tatălui, averea fiindu-le confiscată, iar tatăl ei fiind arestat timp de 17 ani.
Pentru ca regimul să-i permită Margaretei să susțină examenul de admitere la facultate, mama sa a fost nevoită să divorțeze de tatăl ei, când acesta era închis.
A studiat la Institutul de Artă Teatrală și Cinematografică „I.L. Caragiale”, având-o ca profesoară pe Sanda Manu, fiind colegă cu Florian Pittiș, absolvind în 1971 ca șefă de promoție.
După absolvire primește rolul doctoriței veterinare Mary în filmul Astă seară dansăm în familie, în regia lui Geo Saizescu. Premierea filmului, în 1972, a coincis cu emigrarea sa în Italia prin căsătorie, locuind în primii ani la Torino, unde cere cetățenia germană după tatăl ei. Aici a interpretat roluri radiofonice la un post de radio local. După câțiva ani de ședere în Italia, statul roman îi cere despăgubirea studiilor efectuate în România.
După câțiva ani s-a mutat la Milano, unde a început să joace spectacole în cadrul Teatrului Uomo din Milano, evoluând în timp și pe scena altor teatre importante din oraș: Franco Parenti, Carcano, Piccolo Teatro, Teatro Filodrammatici, dar și a altor orase din Italia.
Începând cu anii 1980, a jucat în mai multe filme și seriale italiene.
Revine sporadic în țară, după Revoluție, prima dată într-un context legat de realizarea unor filme documentare de către Enzo Binachi pentru Rai 1, unde a făcut traducerile echipei de filmare. A doua oară în 1997, când este invitată la Gala UNITER dedicată filmului și teatrului romanesc, iar a treia oară cu ocazia filmării parțiale la Bucuresti a filmului Mafalda di Savoia, unde Margareta von Krauss a interpretat rolul reginei Elena de Muntenegru.
A murit în 22 aprilie 2009, la Milano, fiind bolnavă de cancer.

## Filmografie

### Filme de cinema
- 1972: Astă seară dansăm în familie - Mary (as Margareta Krauss Silvestrini) Vă rugăm să specificați o evaluare.
- 1988: Chiari di luna - Suor Pia Vă rugăm să specificați o evaluare.
- 1988: The Spider Labyrinth - Celia Roth Vă rugăm să specificați o evaluare.
- 1989: Rebus - Giovanna Vă rugăm să specificați o evaluare.
- 1998: Elvjs e Merilijn - Mama lui Ileana Vă rugăm să specificați o evaluare.
- 2000: Guarda il cielo: Stella, Sonia, Silvia Vă rugăm să specificați o evaluare.
- 2000: Il mnemonista - Direttrice del circolo (as Margareta Von Kraus) Vă rugăm să specificați o evaluare.
- 2004: Ricordare Anna - Olga Marotta Vă rugăm să specificați o evaluare.
- 2008: Il tredicesimo uomo - Mamma[9]

### Serial de televiziune
- 1982: Giorno dopo giorno - Roberta
- 1983: Iperventilazione Vă rugăm să specificați o evaluare.
- 1984: Nata d'amore - Juanita Valladès
- 1985–1986: Felicidad, ¿dónde estás? - Condesa Caterina Agosti (110 episoade)
- 1987: Segreto di famiglia - Maddalena
- 1989: Valentina - Roxana (1 episod)
- 1990: Il colore della vittoria - Moglie dell'industriale Vă rugăm să specificați o evaluare.
- 1991: La grande collection - Monika Vă rugăm să specificați o evaluare.
- 2002–2003: Cuori rubati - Wilma (5 episoade) Vă rugăm să specificați o evaluare.
- 2003: La diga - Clara Vă rugăm să specificați o evaluare.
- 2006: Mafalda of Savoy - Regina Elena di Montenegro[9]